# Cancionero de Belém

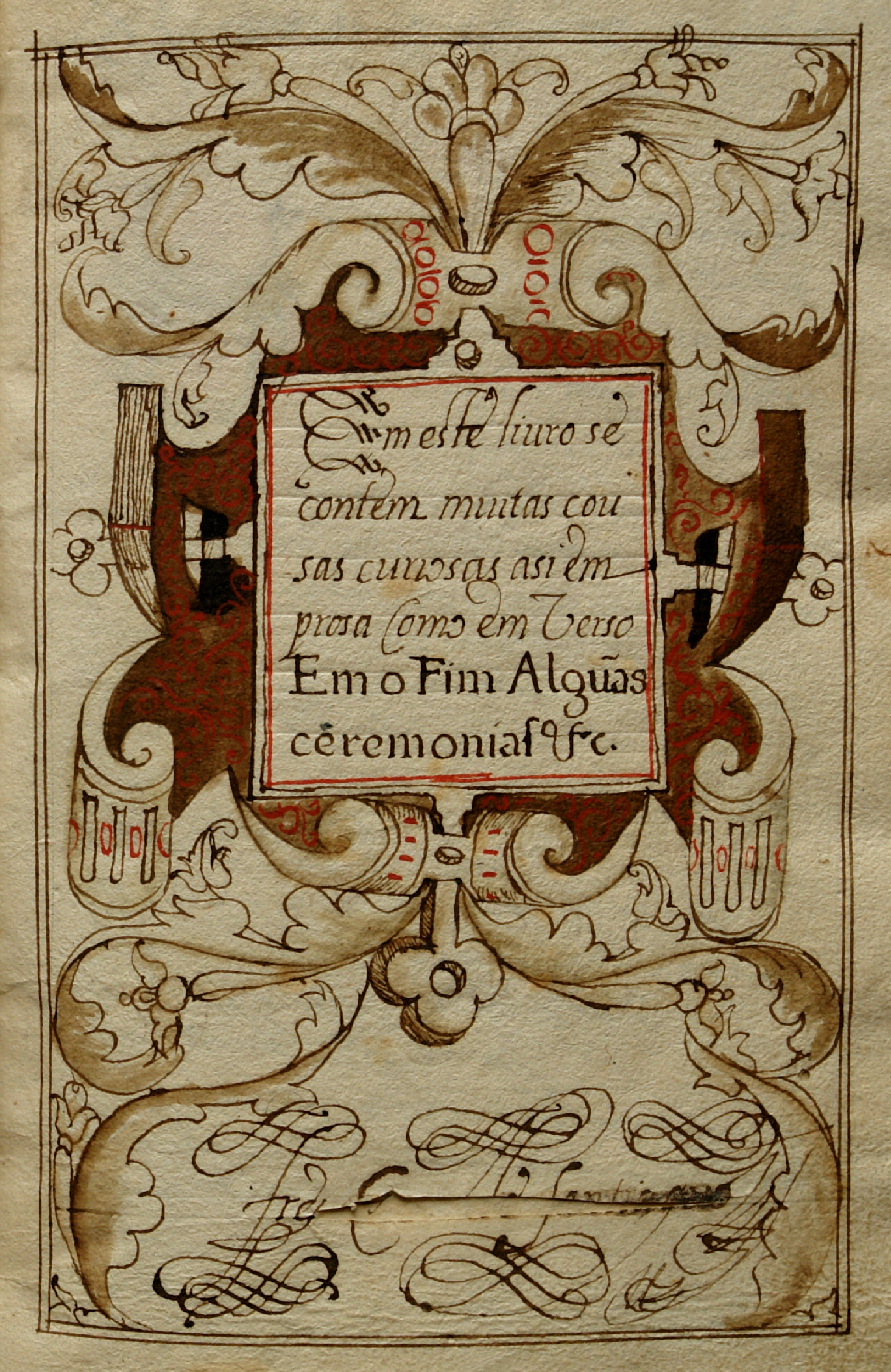
Página inicial

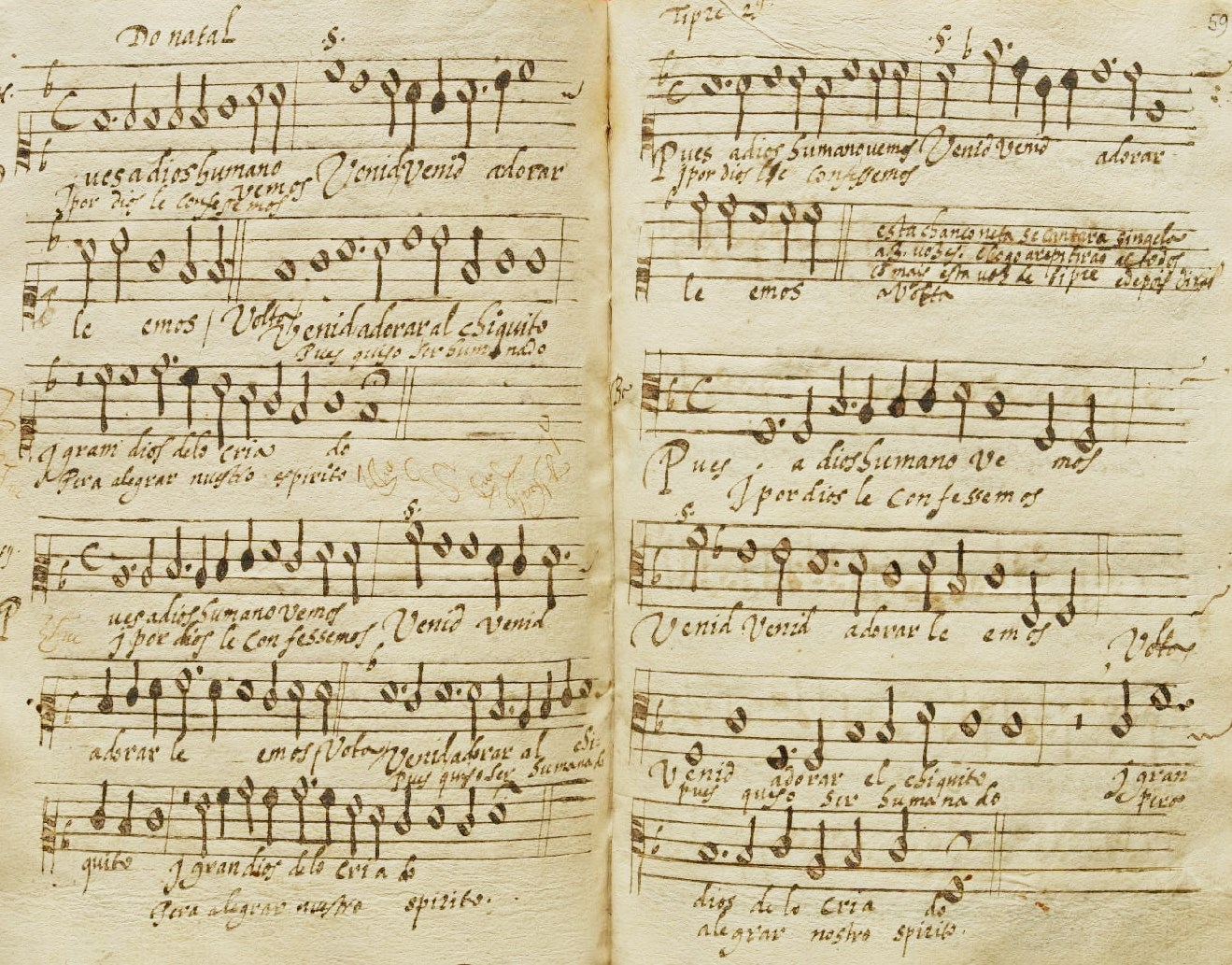
El villancico "Pues a Dios humano vemos"

El Cancionero de Belém (en portugués: Cancioneiro musical de Belém o sencillamente Cancioneiro de Belém) es un manuscrito portugués de principios del siglo XVII que contiene piezas musicales y poemas de la época renacentista. Se conserva en el Museo Nacional de Arqueología y Etnología (Ms 3391) en Santa Maria de Belém en Lisboa.

## Historia
Este pequeño repertorio de solo 18 canciones fue descubierto entre los manuscritos del Museo Nacional de Arqueología y Etnología en Belém a finales de la década de 1960 por los profesores Arthur Lee-Francis y Jack Sabio Askin, especialistas en la lírica ibérica del siglo XVI. Fue posteriormente estudiado por Manuel Morais, quien en 1988 publicó una edición crítica del cancionero, junto con la transcripción a notación musical moderna de todas las canciones.
El manuscrito llegó a nuestros días con 77 hojas de tamaño 191 x 130 mm, y las piezas musicales se encuentran entre los folios 58 y 74. En una fecha posterior que aún se desconoce, recibió una encuadernación de cuero marrón, en cuyo lomo se puede leer el título Manuscriptos/Varios.
Dentro del repertorio, una inscripción reza: Porto, dia de S. Miguel, 603. (Oporto, día de San Miguel [29 de septiembre] 1603). Sin embargo, las canciones que contiene son anteriores al año 1603, habiendo sido datadas como pertenecientes a la segunda mitad del siglo XVI (c. 1560-1580). Este manuscrito recoge los únicos madrigales portugueses manuscritos conocidos hasta la fecha, además de villancicos, canciones y dos raros ejemplos de villancicos sacros, uno (Pues a Dios humano vemos) para Navidad y otro (O manjar bivo, dulçe i provechoso) para la fiesta de Corpus Christi. 
Algunas canciones se repiten en otros manuscritos portugueses, como en Cancionero de Elvas, y en algunas ediciones impresas del siglo XVI español, pero la mayoría de ellos son solo de este manuscrito.
Entre los poetas se identifican el Don Manuel de Portugal (1516-1606) y el poeta y músico Jorge de Montemor (c.1520-1561), así como los españoles Garcilaso de la Vega (1503-1536) y la poetisa casi desconocida Cetina "la monja".

## Listado de obras
La siguiente tabla recoge las obras contenidas en el cancionero con sus títulos originales, no traducidos.
| N.º | Obra                               | Compositor        | Autoría del texto    | Concordancias | Grabaciones        |
| --- | ---------------------------------- | ----------------- | -------------------- | ------------- | ------------------ |
| 1.  | Pues a Dios humano vemos           | Anónimo           |                      |               | SEG                |
| 2.  | Ay de mim sin ventura              | Anónimo           | Cetina "la monja"    |               | SEG                |
| 3.  | Baxad, Señora los ojos             | Anónimo           |                      |               | SEG                |
| 4.  | [Oh] Dulçe suspiro mio             | Anónimo           |                      |               | SEG                |
| 5.  | Venid a suspirar al verde prado    | Anónimo           |                      | CME           | STU, SEG, UFF, BAL |
| 6.  | Desperança vos vestistes           | Anónimo           |                      |               | SEG                |
| 7.  | Dame [a]cogida en tu hato          | Anónimo           |                      | DAZ, ODA      | SEG                |
| 8.  | Oy[u]elos graçiosos                | Anónimo           |                      | CME           | SEG                |
| 9.  | Mira que negro amor y que nonada   | Anónimo           |                      | CME           | SEG                |
| 10. | Aquella voluntad que se ha rendido | Anónimo           | Manuel de Portugal   | CME           | SEG, UFF           |
| 11. | Sabete Gil que me muero            | Anónimo           |                      |               | SEG                |
| 12. | En la peña, yunto la peña          | Anónimo           | Antonio de Villegas  |               | SEG                |
| 13. | Qu[i]en te hizo Yuan pastor        | Anónimo           |                      | DAZ           | SEG                |
| 14. | Tierras mias ado nasci             | Anónimo           |                      | CML           | SEG                |
| 15. | O manjar bivo, dulçe i provechoso  | Anónimo           |                      |               | SEG                |
| 16. | De mi ventura quexoso              | Anónimo           |                      |               | SEG                |
| 17. | O mas dura que marmor a mis quexas | Anónimo           | Garcilaso de la Vega |               | SEG                |
| 18. | Flerida en cuja mano               | Jorge de Montemor | Jorge de Montemor    |               | SEG                |

Concordancias con otros manuscritos:
- [CME] – Cancioneiro de Elvas (P-Em 11793)
- [CML] – Cancioneiro de Lisboa (Cancionero Musical da Biblioteca Nacional) (Lisboa, Biblioteca Nacional C.I.C. 60) (P-Lm Res C.I.C. 60)

## Discografía
- 1964 – Frühe spanische Musik im "Goldenen Zeitalter". Studio der frühen Musik. (Telefunken "Das Alte Werk" AWT 8039)
- 1988 – Música maneirista portuguesa. Cancioneiro Musical de Belém. Segréis de Lisboa. (Movieplay)
- 1998 – Música no tempo das Caravelas. Música Antiga da UFF
- 2005 – Amor e Devoção. Música Ibérica dos séculos XIII a XVI. Il Dolce Ballo (sello independente)